# Меттениус, Георг Генрих
Георг Генрих Меттениус (нем. Georg Heinrich Mettenius, 24 ноября 1823 — 18 августа 1866) — немецкий ботаник и врач.

## Биография
Георг Генрих Меттениус родился в городе Франкфурт-на-Майне 24 ноября 1823 года.
В 1841—1845 годах Меттениус изучал медицину и ботанику в Хайдельберге.
Заняв в 1850 году кафедру во Фрайбурге, с 1853 года он был профессором Лейпцигского университета и руководил его Ботаническим садом.
Он внёс значительный вклад в ботанику, описав множество видов растений.
Георг Генрих Меттениус умер в Лейпциге 18 августа 1866 года.

## Научная деятельность
Георг Генрих Меттениус специализировался на папоротниковидных и на семенных растениях.

## Некоторые публикации
- De Salvinia. 1845.
- Beiträge zur Kenntniss der Rhizocarpeen. 1846.
- Filices horti botanici Lipsiensis. 1856.
- Filices Lechlerianae Chilenses ac Peruanae cura. 1856—1859.
- Über einige Farngattungen. 1856—1859.
- Ueber den Bau von Angiopetris. 1863.
- Ueber die Hymenophyllaceae. 1864.

## Почести
Густав Карл Вильгельм Герман Карстен в 1859 году назвал в его честь род растений Metteniusa.